# Goephanes transversepictus
Goephanes transversepictus är en skalbaggsart som beskrevs av Stefan von Breuning 1959. Goephanes transversepictus ingår i släktet Goephanes och familjen långhorningar.
Artens utbredningsområde är Madagaskar. Inga underarter finns listade i Catalogue of Life.